# Sobekhotep VIII.
Sekhemre Seusertavi Sobekhotep VIII. je bil verjetno tretji faraon Šestnajste egipčanske dinastije, ki je vladal v tebanski regiji v drugem vmesnem obdobju Egipta. Lahko bi bil tudi faraon Trinajste ali Sedemnajste dinastije. Če je bil iz Šestnajste dinastije, je po Torinskem seznamu kraljev vladal 16 let z začetkom okoli leta 1650 pr. n. št., ko so v Egipt vdrli Hiksi.

## Kronološki položaj
V drugi vrstici enajste kolone Torinskega seznama kraljev je ime Sekhem[...]re, ki se po mnenju egiptologov Kima Ryholta in Darrella Bakerja prebere Sekhemre Seusertawy, ki je nomen Sobekhotepa VIII. Če je njuna trditev pravilna, je Sobekhotep VIII. vladal 16 let kot tretji faraon Šestnajste dinastije. Bil je neposredni naslednik faraona Džehutija in predhodnik faraona Neferhotepa III. Povezave med temi tremi vladarji niso znane. Ryholt v svoji kronološki rekonstrukciji drugega vmesnega obdobja predpostavlja, da je Sobekhotep VIII. vladal od leta 1645 do 1629 pr. n. št., se pravi kmalu potem, ko je hiška Petnajsta dinastija zasedla Nilovo delto in mesto Memfis  in strmoglavila Trinajsto dinastijo.
V starejših študijah egiptologov Jürgena von Beckeratha in Labiba Habachija je Sobekhotep VIII. spadal v Trinajsto dinastijo.

## Dokazi
Edini primarni dokaz Sobeka VIII. je stela, odkrita v notranjosti tretjega pilona v Karnaku. Uporabila se je kot gradivo za zapolnjenje pilona med obširnimi gradbenimi deli Amenhotepa III. v Karnaku. Stela je datirana v interkalarne dni ali v zadnjih pet dni četrtega vladarskega leta Sobekhotepa VIII. in opisuje njegovo obnašanje v templju, verjetno v Karnaku, med obsežno poplavo Nila.
(Življenje) sinu Raja Sobekhotepu, ljubljencu velike poplave, naj živi večno. Epagonalni dnevi četrtega meseca žetve četrtega leta (vladanja), pod pokroviteljstvom osebe tega boga, ki živi večno. Njegova oseba je šla v dvorano tega templja, da bi videla veliko poplavo. Njegova oseba je prišla v dvorano tega templja, ki je bil poln vode. Potem je njegova oseba tam bredla [...]
Po mnenju egiptologa Johna Bainesa, ki je podrobno preučil stelo, je faraon s prihodom v popolavljen tempelj na novo uprizoril zgodbo o stvaritvi sveta s tem, da je posnemal dejanje boga stvarnika  Amon-Raja, ki je s prvobitne gore ukazal vodam, naj se umaknejo.